# Ikedella misakiensis
Ikedella misakiensis is een lepelworm uit de familie Bonelliidae. De wetenschappelijke naam van de soort werd in 1904 door Ikeda gepubliceerd als Bonellia misakiensis.